# Direction régionale de la police judiciaire de Lyon
 (février 2020).
Si vous disposez d'ouvrages ou d'articles de référence ou si vous connaissez des sites web de qualité traitant du thème abordé ici, merci de compléter l'article en donnant les références utiles à sa vérifiabilité et en les liant à la section « Notes et références ».
La Direction régionale de la police judiciaire de Lyon (DRPJ Lyon), anciennement la Direction interrégionale de la police judiciaire de Lyon (DIPJ Lyon), connu familièrement comme la « PJ de Lyon », est une direction rattachée à la Direction centrale de la police judiciaire et sous l'autorité du préfet délégué pour la sécurité du département du Rhône et de la métropole de Lyon. La DRPJ de Lyon regroupe 2 SRPJ (Lyon et Clermont-Ferrand). Son ressort territorial s’étend sur 12 départements comprenant 24 tribunaux de grande instance et 5 cours d’appel. Son siège est actuellement situé au 40, rue Marius-Berliet, dans le 8e arrondissement de Lyon.
Au 1er janvier 2016, du fait de la création officielle de la nouvelle région Auvergne-Rhône-Alpes, la direction est devenue régionale.

## Compétence judiciaire
La DRPJ de Lyon est chargée de la lutte contre la criminalité et la délinquance organisée ou spécialisée, de la mise en œuvre et du contrôle des moyens de police technique et scientifique et d'identité judiciaire, des outils informatiques et des documentations opérationnelles d'aide aux investigations, et ce, sur l'ensemble du territoire de son ressort.

## Structures

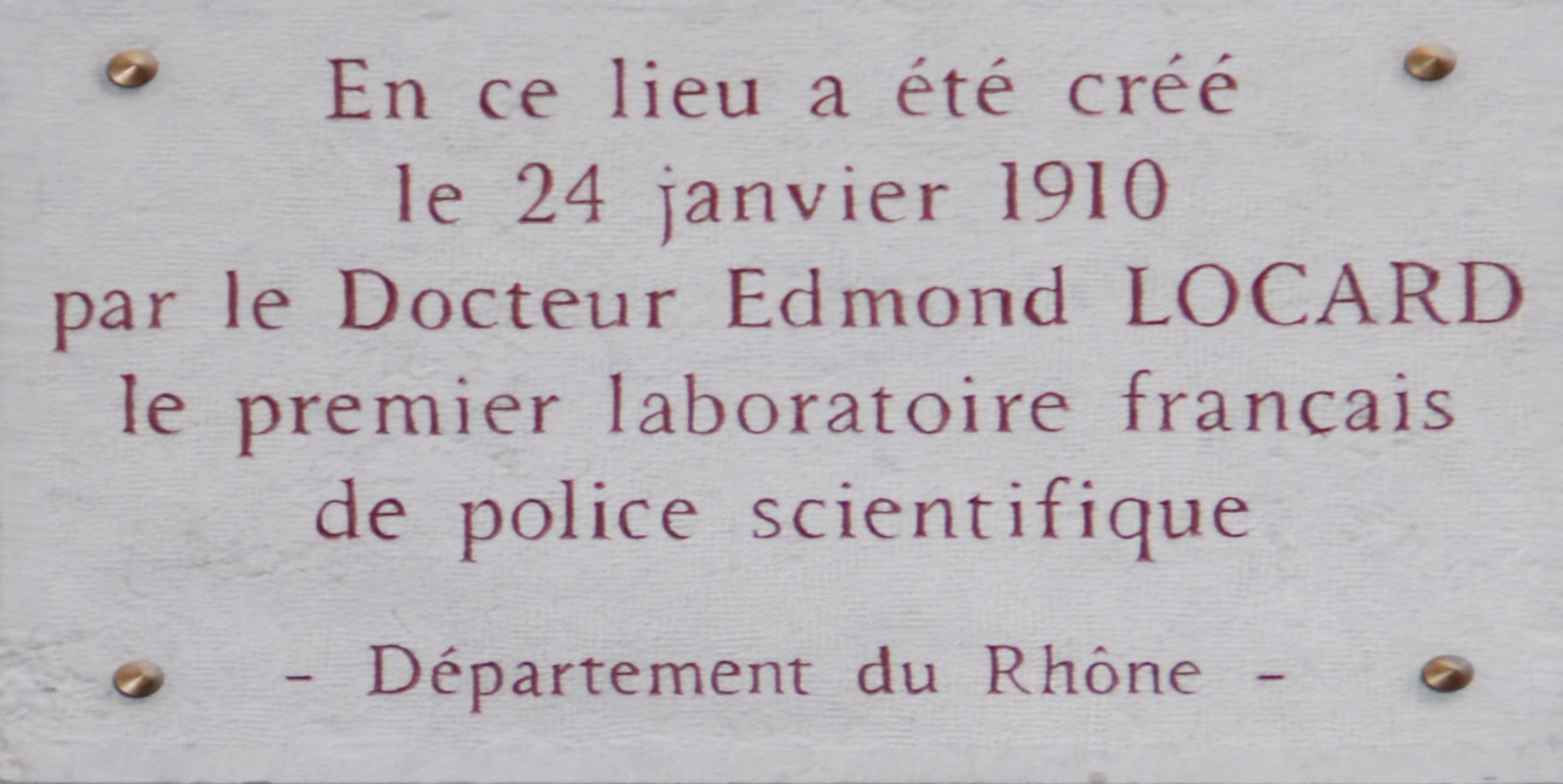

- Directeur régional (contrôleur général)
- Directeur adjoint (commissaire divisionnaire)
  - État-major de la DRPJ (commissaire principal, assisté d'un commandant de police fonctionnel)
  - Division criminelle 
    - Brigade criminelle et de répression du banditisme (BCRB)
    - Brigade des stupéfiants et du proxénétisme (BSP)
    - Brigade de recherche et d'intervention (BRI)

  - Division économique et financière
  - Division de la police technique et scientifique, premier laboratoire créé par Edmond Locard en 1910 à Lyon.
  - Groupe d'intervention régional